# Casal Pinheiro
Casal Pinheiro is een plaats (freguesia) in de Portugese gemeente Alcobaça en telt 288 inwoners (2001).